# Rosenbergia rubra
Rosenbergia rubra là một loài bọ cánh cứng trong họ Cerambycidae.